# Valle del Jiuzhaigou
La Valle del Jiuzhaigou (in cinese: 九寨溝, Jiǔzhàigōu, in tibetano: གཟི་རྩ་སྡེ་དགུ་, letteralmente "valle dei nove villaggi") è una riserva naturale della provincia dello Sichuan, in Cina. È nota per le sue numerose cascate e i laghi, e nel 1992 è stata dichiarata patrimonio dell'umanità dall'UNESCO.

## Geografia e clima
Jiuzhaigou si trova nella parte meridionale della catena montuosa Minshan, 330 chilometri a nord di Chengdu. La valle si estende su di una superficie di 240 chilometri quadrati, con una zona cuscinetto di altri 400 chilometri quadrati. La regione è prettamente montuosa, con un punto più alto di 4.764 metri in corrispondenza del monte Ganzigonggai.
Il clima è di tipo temperato, con temperature medie nell'ordine di -1 grado in gennaio e +17 gradi in luglio. Le precipitazioni annuali assommano mediamente a 661 millimetri di pioggia, l'80% della quale è concentrato nel periodo compreso fra maggio e ottobre.

## Storia
Questa remota regione venne abitata per secoli da popolazioni tibetane e Qiang, ma non venne ufficialmente scoperta dal governo fino al 1972. Fino al 1979 l'area venne pesantemente disboscata, attività che venne interrotta dal governo centrale con l'istituzione di un parco nazionale nel 1982. Nel 1984 il parco venne ufficialmente aperto al turismo, con la costruzione di numerose infrastrutture. Nel 1992 venne inserita nell'elenco dei Patrimoni dell'umanità e nel 1997 venne dichiarata riserva della biosfera.
Fin dall'apertura, l'area ha conosciuto un sempre maggiore afflusso turistico: 5.000 persone nel 1984, 170.000 nel 1991, 1.190.000 nel 2002.  Archiviato il 30 gennaio 2009 in Internet Archive. Nel 2004 il sito registrava una media di circa 7.000 turisti al giorno, con una punta massima di 12.000 durante l'alta stagione. Ormai la valle di Jiuzhaigou rappresenta una voce fondamentale nel bilancio economico di tutta la regione.

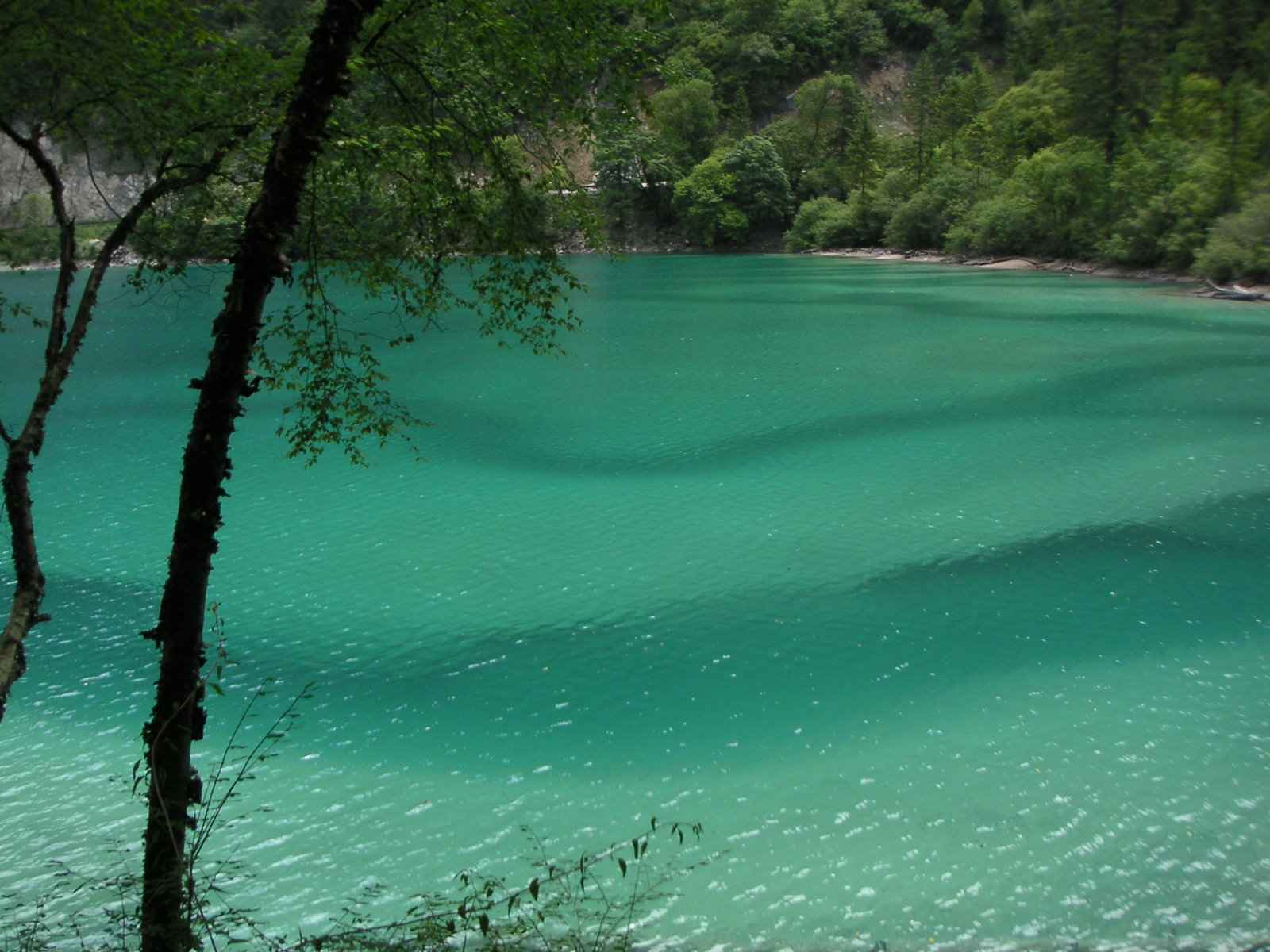
Il "lago dei panda"

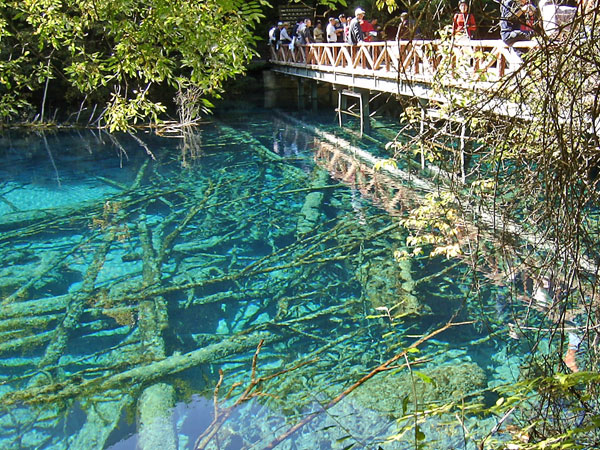
Il "lago dei cinque fiori"

## Popolazione
Jiuzhaigou deve il suo nome ai nove villaggi tibetani che si trovavano lungo la valle. Di essi oggi rimane poco: alcuni sono un piccolo agglomerato di abitazioni, di altri resta poco più che il nome.
Nel 1997 la popolazione residente assommava a sole 1.000 unità, composte di 130 famiglie tibetane e Qiang. Dopo l'apertura del parco nazionale, agli abitanti è stato proibito praticare l'agricoltura e la loro sopravvivenza è garantita da sussidi statali, oltre che dal turismo.

## Ecologia
L'ecosistema della valle è composto in gran parte di foresta vergine, che durante l'autunno attrae una gran quantità di uccelli dai colori vivaci. Qui si trovano anche moltissime specie di piante, alcune endemiche come certe varietà di bambù e di rododendro, o una specie rara di conifera, Picea retroflexa. 
La fauna locale comprende specie in pericolo d'estinzione come il panda gigante o il rinopiteco dorato. Entrambe le popolazioni sono estremamente piccole (meno di 20 individui per i panda) e isolate, e la loro stessa sopravvivenza è in pericolo in una valle con un tale incremento turistico.
Jiuzhaigou ospita anche oltre 140 specie di uccelli

## Geologia
Il paesaggio della valle è costellato da montagne carsiche e da ghiacciai, con una certa attività idrologica e tettonica: vi si verificano numerosi terremoti a causa del fatto che essa si trova sul confine fra due faglie. Le rocce del parco sono principalmente di tipo dolomitico e di tufo, alcune sono di arenaria e scisti.
Nella valle si raccolgono le acque provenienti da 3 diverse gole, che poi vanno a confluire nel sistema fluviale dello Yangtze. L'attrazione naturalistica più famosa della valle è costituita dai numerosi laghi che la costellano, con colori che variano fra il verde, il blu e il turchese. Di origine glaciale, vennero chiusi dalla caduta di rocce e da altri fenomeni naturali. In alcuni laghi vi è un'alta concentrazione di carbonato di calcio e le acque sono estremamente limpide. Alcune delle "dighe" naturali sono state rinforzate artificialmente, in modo che non si verifichino esondazioni.